# Mujer con sombrero negro (Vallotton)
Mujer con sombrero negro (francés: Femme en chapeau noir) es un cuadro del pintor suizo Félix Vallotton de 1908. Muestra a una pulcra dama burguesa, de diseño clásico, en una pose erótica. La obra se encuentra en la colección del Museo del Hermitage de San Petersburgo.

## Contexto
Vallotton provenía de un ambiente burgués conservador y calvinista, cuyo modesto rigor siempre sería reconocible en su carácter y, según algunos, incluso en su apariencia. Sin embargo, en sus obras siempre brilló una extraña sensación de erotismo. Sus obras presentan a menudo una especie de doble sentido, en el que la solidez y la vergüenza van de la mano de una sensualidad latente o, a veces, muy evidente, a menudo hasta el punto de parecer una parodia. La mujer con sombrero negro es un ejemplo típico. Según su biógrafa Annette Vaillant, la capacidad de combinar estos sentimientos encontrados fue incluso la base de su decisión de convertirse en pintor. 

## Imagen
Mujer con sombrero negro está pintada en un estilo que en principio recuerda al retrato académico que fue muy popular y marcó la pauta en el siglo XIX, por ejemplo en el Salón de París: La paleta de colores es limitada y sobria, el efecto es realista, básicamente frío y distante. La mujer aparenta sencillez y elegancia, con el sombrero de ala redonda con un lazo rosa, el delicado chal y el fino collar de oro que irradian una opulencia inconfundible.

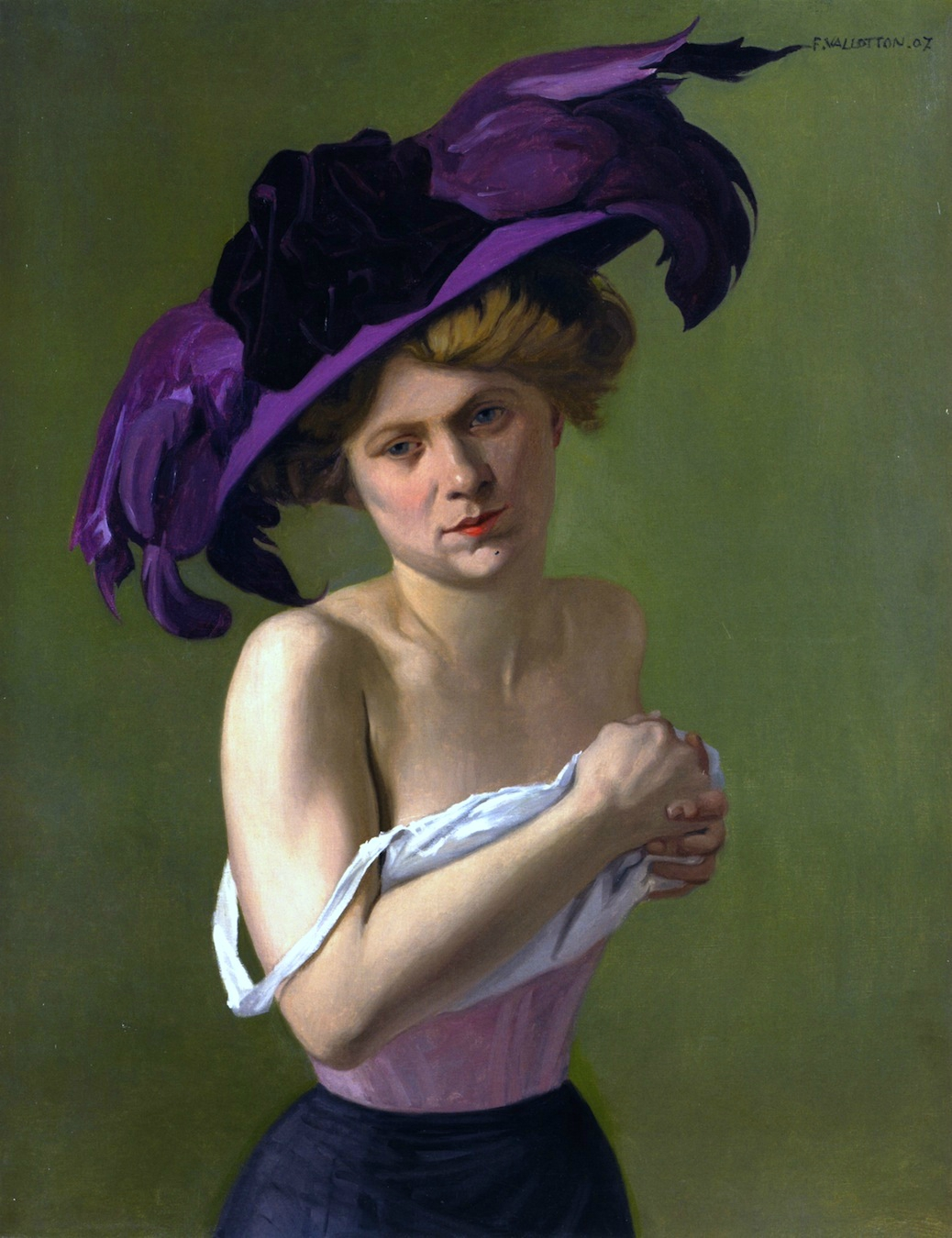
Mujer con sombrero morado, 1907.

Sin embargo, Vallotton se aleja de la fría reserva que solía caracterizar al retrato clásico. Hace que su modelo, solo vestida con los elegantes complementos, adopte una pose erótica, casi extraña, que no se espera en este tipo de trabajo. Su pecho izquierdo está deliberadamente al aire, su pose y expresión facial, con los ojos secretamente cerrados, tienen una sensualidad evidente. Todo esto confiere a la obra una intimidad tal que el espectador tiene la idea de que la escena no está destinada a sus ojos, sino que pertenece, por ejemplo, a la privacidad de una alcoba. Al mismo tiempo, permanece fría y distante. Esta naturaleza doble e incompatible le da a la obra algo aterrador: está sucediendo algo que no está permitido. Es una ambigüedad típica de la obra de Vallotton. Ofrece una visión de los deseos y temores más profundos y tácitos de la burguesía contemporánea y, como tal, encaja perfectamente en la época de finales de la Belle Epoque, con el psicoanálisis emergente.

## Modelo
Vallotton pintó poco antes un retrato similar, Mujer con sombrero morado, ahora en Villa Flora en Winterthur, en el que la modelo parece estar a punto de desnudarse, con el rostro bastante inexpresivo. La identidad nunca ha sido establecida, pero ha dado lugar a especulaciones.  La mujer retratada tiene rasgos inconfundibles de la esposa de Vallotton, Gabrielle Rodrigues-Henriques, pero es claramente más joven, menos tosca y también más bella. Al mismo tiempo, existe un parecido con la modelo y amante de Vallotton de la década de 1890, Hélène Châtenay. Vallotton dejó a Châtenay para casarse con la rica viuda Rodrigues-Henriques en 1901. Châtenay murió en 1907 a consecuencia de un accidente automovilístico, poco antes de que Vallotton realizara ambos retratos.

## Historia

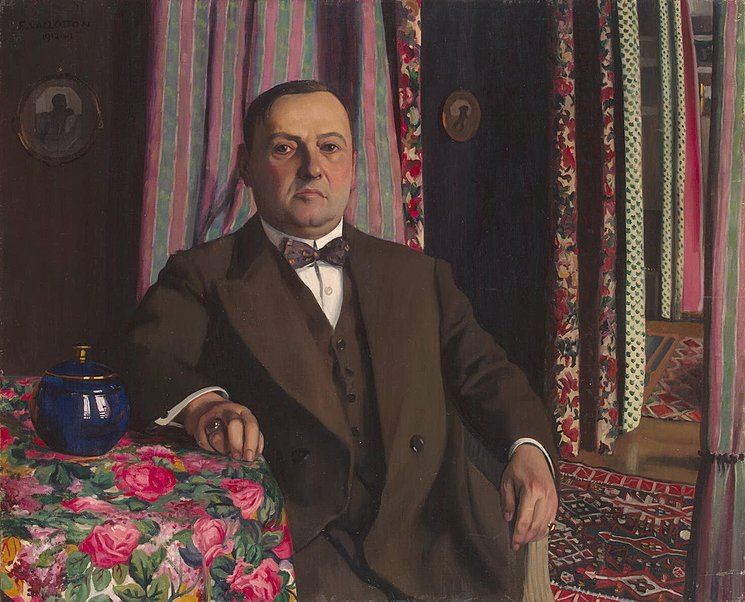
Vallotton: Retrato de George Haasen, 1913.

Vallotton incluyó la obra en su registro particular bajo el título Busto de mujer con el pecho desnudo y pañuelo negro, con sombrero negro y lazo rosa. El 30 de diciembre de 1909 le escribió a su hermano Paul, que era marchante de arte: "Si quieres enviar a Haasen algunos cuadros [...], puedes llevarte Mujer con sombrero negro, por ejemplo". Haasen era un fabricante de chocolate suizo que se estableció en San Petersburgo en 1906. Era un ávido coleccionista de arte, adquiriría varias obras de Vallotton e incluso le encargó un retrato en 1913. En 1910 compró Mujer con sombrero negro directamente al artista por 800 francos. Después de que la colección de arte de Haase fuera confiscada poco después de la Revolución Rusa, la obra acabó en el Hermitage en 1930.
En 2013-2014, el lienzo se exhibió en su sucursal de Ámsterdam durante la exposición "Gauguin, Bonnard, Denis. Un amor ruso por el arte francés".